# دومینیک آرنو
دومینیک آرنو (فرانسوی: Dominique Arnould‎؛ زادهٔ ۱۹ نوامبر ۱۹۶۶) دوچرخه‌سوار اهل فرانسه است.
وی در مسابقات کشوری و بین‌المللی در مجموع برندهٔ ۱ مدال طلا شده‌است.